# Jerusalem and the Holy Land
Jerusalem and the Holy Land è un cortometraggio muto del 1913. Non si conosce il nome del regista del film, un documentario prodotto dalla Edison.

## Produzione
Il film fu prodotto dalla Edison Company.

## Distribuzione
Distribuito dalla General Film Company, il film - un documentario in una bobina - uscì nelle sale cinematografiche degli Stati Uniti il 16 settembre 1913.